# Regional Area Network
Regional Area Network (RAN) é uma rede de computadores de uma região geográfica específica. Caracterizadas pelas conexões de alta velocidade utilizando cabo de fibra óptica, RANs são maiores que as redes de área local (LAN) e as redes de área metropolitana (MAN), mas menores que as redes de longa distância (WAN). Num sentido mais restrito RANs são considerados uma sub-classe de MANs.